# La Cañada, Santa Inés del Monte
La Cañada är en ort i Mexiko.   Den ligger i kommunen Santa Inés del Monte och delstaten Oaxaca, i den sydöstra delen av landet, 400 km sydost om huvudstaden Mexico City. La Cañada ligger 2 003 meter över havet och antalet invånare är 197.
Terrängen runt La Cañada är bergig, och sluttar brant österut. Runt La Cañada är det ganska tätbefolkat, med 56 invånare per kvadratkilometer. Närmaste större samhälle är Oaxaca de Juárez, 19,3 km nordost om La Cañada. I omgivningarna runt La Cañada växer i huvudsak blandskog.